# Sénat des États-Unis
Pour les autres articles nationaux ou selon les autres juridictions, voir Sénat.
119e congrès des États-Unis
Capitole des États-Unis
Le Sénat des États-Unis (en anglais : United States Senate) est la chambre haute du Congrès américain. Il est composé de 100 membres, deux par État des États-Unis, élus au suffrage universel direct pour six ans.
Avec la chambre basse du Congrès, la Chambre des représentants, il constitue la branche législative du gouvernement fédéral des États-Unis.
Le Sénat représente avant tout les États fédérés ; chaque État y dispose d'un poids égal. Tous les deux ans, les mandats d’un tiers des sénateurs sont remis en jeu lors de l’Election Day. Le Sénat siège dans l'aile nord du Capitole des États-Unis, l'aile sud étant occupée par la Chambre des représentants. Le Capitole est situé à Washington, D.C., capitale fédérale des États-Unis.
Au sein du 119e congrès en 2025, le Sénat est composé de 53 républicains, 45 démocrates, et 2 indépendants qui votent avec les démocrates.

## Histoire

### XXesiècle
Le Sénat bascule dans le camp républicain, pour la première fois depuis les années 1950, lors des élections de 1980 et y reste entre 1981 et 1986, ce qui fait que Président élu Ronald Reagan s’appuie fortement sur cette nouvelle majorité, qui lui fait défaut à la chambre des représentants, pour gouverner. Par la suite, la majorité républicaine obtenue au Sénat à partir de 1994 « n’a jamais été forte, à tel point qu’à la suite des élections de 2000, il existe une égalité parfaite entre les deux partis ».
Lors des élections de mi-mandat de 1986, malgré la popularité du président républicain Ronald Reagan (67 % d'opinions positives selon un sondage d'octobre 1986), le résultat fut défavorable à son parti ; les démocrates, tout en gardant le contrôle de la Chambre des représentants, raflèrent également la majorité au Sénat, ce qui eut pour effet de bloquer toute réforme conservatrice d'importance jusqu'à la fin de la présidence de Reagan. 
Les pertes républicaines se concentrèrent principalement dans les États du Sud et les régions agricoles.

### XXIesiècle
Au XXIe siècle, le Sénat connaît « des renversements de majorité » plus fréquents qu'auparavant, « qui correspondent à des renouvellements de personnel de plus grande ampleur ».

## Rôle
Le Sénat des États-Unis représente les États fédérés au sein du Congrès américain. Son rôle est principalement de voter les lois fédérales avec la Chambre des représentants des États-Unis, conformément à l'article I de la Constitution. Cependant, la Constitution américaine accorde au Sénat des pouvoirs propres en matière de ratification des traités, de nomination et de destitution de certaines personnalités ainsi que pour l'élection du vice-président.
Les pouvoirs exclusifs conférés au Sénat sont considérés comme plus importants que ceux de la Chambre de représentants. Les sénateurs sont moins nombreux et élus pour une durée plus longue que les membres de la Chambre des représentants, ce qui favorise une atmosphère plus collégiale et moins partisane. Cette différenciation était voulue par les rédacteurs de la Constitution. Pour eux, la Chambre des représentants, la « chambre du peuple », devait être sensible à l'opinion publique : c'est la « chambre basse ». Le Sénat est quant à lui moins soumis aux contraintes de court-terme : c'est la « chambre haute ». Le nom de sénat fait d'ailleurs référence au Sénat romain, l'assemblée des personnes les plus considérées dans la Rome antique.

### Pouvoir législatif
Le Congrès des États-Unis est un parlement bicaméral égalitaire, où la Chambre des représentants et le Sénat disposent globalement des mêmes pouvoirs en matière législative. Une exception toutefois : la Chambre des représentants est la seule chambre du Congrès compétente pour introduire un texte relatif aux impôts et taxes, le Sénat pouvant toutefois amender la proposition de la Chambre.
L'initiative législative revient uniquement aux parlementaires, le gouvernement fédéral ne pouvant pas déposer lui-même de projet de loi. Pour être adoptée, une proposition de loi doit être approuvée dans les mêmes termes par les deux chambres du Congrès. Une chambre peut transmettre sa version du texte à l'autre chambre ou les deux chambres peuvent modifier leurs textes pour qu'ils deviennent identiques. Le Sénat et la Chambre des représentants peuvent voter puis se transmettre différentes versions du texte jusqu'à tomber d'accord. Les deux chambres du Congrès peuvent également choisir de former un comité de conférence temporaire, composé de représentants et de sénateurs. Lorsqu'une majorité des représentants et une majorité des sénateurs siégeant au sein du comité s'accordent sur un « rapport de conférence », celui-ci est envoyé aux chambres du Congrès qui ne peuvent pas l'amender.
Les textes adoptés par les deux chambres dans les mêmes termes sont transmis au président des États-Unis pour signature. En l'absence de signature du président dans un délai de 10 jours, le texte devient « loi sans signature ». Le président dispose d'un droit de veto sur les textes adoptés par le Congrès. Le Congrès peut néanmoins passer outre ce véto par un vote à la majorité des deux tiers dans chaque chambre,. La chambre qui a introduit le texte est la première à voter. Le Congrès a passé outre un véto présidentiel pour la première fois le 3 mars 1845.

### Ratification des traités
En matière de politique étrangère, le Sénat a un rôle actif en matière de ratification des traités. La section 2 de l'article II de la Constitution des États-Unis dispose que le président peut conclure des traités « sur l'avis et avec le consentement du Sénat […] sous réserve de l'approbation des deux tiers des sénateurs présents ». Les traités sont les seules règles juridiques fédérales que le Sénat adopte sans intervention de la Chambre des représentants. Lors de la rédaction de la Constitution, le but aurait été de préserver le secret lié à l'élaboration des traités, en ne partageant les travaux préalables à leur ratification qu'à un nombre restreint de parlementaires,.
En matière de traités, la Constitution donne un rôle de conseil au Sénat, mais laisse l'initiative au président des États-Unis. Les négociations sont ainsi menées uniquement par le pouvoir exécutif, une position confirmée par l'arrêt de la Cour suprême United States v. Curtiss-Wright Export Corp. de 1936. Si le président et son gouvernement peuvent consulter des sénateurs pendant les négociations, le traité n'est soumis au Sénat que dans sa version finale,,.
Au Sénat, tous les traités passent par le comité des affaires étrangères du Sénat, qui a la compétence exclusive pour mener des auditions quel que soit l'objet du traité. À l'issue des auditions, les membres du comité votent pour proposer ou non la « résolution de ratification » au Sénat complet. La résolution de ratification peut être amendée par les sénateurs en commission ou en séance plénière, à la majorité simple. Seule l'adoption de la résolution nécessite une majorité des deux tiers. Une fois la résolution adoptée, le président peut ratifier le traité,. Si la résolution de ratification est rejetée, le président a l'interdiction de signer le traité. La majorité qualifiée des deux tiers permet donc à une minorité de sénateurs de bloquer la ratification d'un traité. Ce fut par exemple le cas du traité de Versailles qui a été approuvé par 49 voix contre 35 et n'a donc pas pu être ratifié. Le président peut toutefois proposer à nouveau le traité au Sénat, par exemple après des élections lui étant favorables.
Si le Sénat ne peut pas modifier directement le traité, la doctrine et la jurisprudence admettent qu'il puisse proposer des modifications par amendement ou poser des conditions dans sa résolution de ratification : des « réserves » (en anglais : reservation), qui écartent ou limitent certaines clauses du traité, des « interprétations » (understanding) ou des « déclarations » (declaration), qui apportent des précisions sans modifier les clauses du traité, et des « provisos », qui traitent des conséquences en droit interne et n'ont donc pas à apparaître dans le traité. Ces réserves et interprétations sont parfois demandées par le pouvoir exécutif lui-même. Les modifications demandées par le Sénat peuvent conduire à un refus de signature du traité par l'État co-contractant ou par le président, qui n'est pas obligé de signer un traité après avoir obtenu l'accord du Sénat,.
La dénonciation des traités est une compétence exclusive de la présidence.

### Confirmation des nominations
Le Sénat donne son accord aux nominations faites par le président des États-Unis pour les postes de :
- membres du cabinet présidentiel, les secrétaires à la tête des départements fédéraux ;
- juges fédéraux, notamment ceux de la Cour suprême des États-Unis ;
- ambassadeurs et certains hauts fonctionnaires fédéraux.

### Pouvoir de destitution
Seul le Sénat a le vote pour destituer par l'impeachment un membre du gouvernement fédéral que ce soit l'exécutif ou un juge. Après une mise en accusation faite par la Chambre des représentants, les sénateurs deviennent des juges, votent eux-mêmes sur la procédure à suivre et ne prononcent la culpabilité qu'à la majorité des deux tiers.

### Élection du vice-président
Le douzième amendement de la Constitution des États-Unis définit les modalités d'élection du président et du vice-président. Lorsqu'aucun candidat n'obtient une majorité du collège électoral, le président est élu par la Chambre des représentants tandis que le vice-président est élu par le Sénat. Dans cette situation, le Sénat doit choisir le vice-président parmi les deux candidats ayant reçu le plus de votes au sein du collège électoral, à la majorité simple de ses membres (51 sénateurs) mais avec un quorum des deux tiers (67 sénateurs).
Le Sénat n'est intervenu qu'une seule fois pour élire un vice-président. Lors de l'élection présidentielle de 1836, le candidat démocrate à la présidence Martin Van Buren obtient la majorité du collège électoral mais plusieurs démocrates sont candidats à la vice-présidence. Le démocrate Richard Mentor Johnson arrive largement en tête mais n'obtient pas la majorité absolue des voix au sein du collège électoral. Il est finalement élu vice-président par le Sénat face à l'un des candidats du parti whig, Francis Granger (en), arrivé en deuxième position parmi les grands électeurs,.

## Composition

### Membres
Chaque État disposant de deux représentants, le Sénat compte cent sénateurs. La capitale Washington, D.C. et les territoires des États-Unis (Guam, Porto Rico, îles Vierges des États-Unis, îles Mariannes du Nord, Samoa américaines, îles mineures éloignées des États-Unis, atoll Palmyra) ne sont pas représentés au Sénat.
Contrairement à la Chambre des représentants où le nombre de représentants est proportionnel à la population de l'État, les États des États-Unis sont représentés de manière égale au Sénat. Ainsi les trois États les plus faiblement peuplés (le Wyoming, le Vermont et le Dakota du Nord, qui comptent moins de 700 000 habitants chacun et ayant chacun un représentant à la Chambre des représentants) y pèsent le même poids que les trois États les plus peuplés (la Californie, le Texas et la Floride avec plus de 21 millions d'habitants chacun et ayant, dans l'ordre, 52, 38 et 28 représentants à la Chambre des représentants).
Parmi les deux sénateurs d'un même État, le sénateur en poste depuis le plus longtemps est habituellement désigné comme sénateur sénior (senior senator), l'autre étant sénateur junior (junior senator).
Selon la Constitution, le vice-président des États-Unis préside le Sénat mais n'a le droit de vote que pour départager en cas d'égalité. Il existe aussi un président pro tempore, traditionnellement le sénateur le plus âgé du parti majoritaire. Dans les faits, le président pro tempore lui-même délègue à des sénateurs de moindre rang le soin de présider les sessions.

### Aumônier
L'aumônier du Sénat joue un rôle spirituel au sein des sénateurs en ouvrant par une prière chaque séance du Sénat et accomplit des tâches cérémonielles, symboliques et pastorales.

### Système électoral

#### Historique
Jusqu'à l'adoption en 1913 du XVIIe amendement de la Constitution américaine, les sénateurs étaient élus par les législatures des États, et non directement par la population. Au cours du XXe siècle, plusieurs législatures mettent cependant en place des primaires ouvertes au vote populaire afin de permettre aux électeurs de présélectionner leurs sénateurs. À l'entrée en vigueur de l'amendement, 29 États élisaient ainsi déjà leurs sénateurs selon cette méthode.

#### Procédure actuelle
Le Sénat est composé de 100 sièges pourvus pour six ans mais renouvelés par tiers tous les deux ans au suffrage universel direct. Chacun des cinquante États des États-Unis se voit attribuer deux sénateurs, qui sauf cas exceptionnel ne sont pas renouvelés au cours du même scrutin. Tous les États ont recours au scrutin uninominal majoritaire à un tour, à l'exception du Maine et de l'Alaska, qui utilisent le vote à second tour instantané, ainsi que de la Louisiane et de la Géorgie, qui utilisent le scrutin uninominal majoritaire à deux tours.
Les élections se déroulent l’Election Day, le mardi suivant le premier lundi de novembre, en même temps que celles de la Chambre des représentants et que plusieurs élections locales et référendums. Une fois sur deux, l'élection sénatoriale se tient le même jour que celle du président des États-Unis, et une fois sur deux à la moitié du mandat de celui-ci (on parle alors d'élections de mi-mandat). Lors de ce vote, un seul siège de sénateur par État est renouvelé sauf cas de vacance du second siège. Pour chaque siège, l'élection concerne l'ensemble de l'État (circonscription électorale unique et commune aux deux sièges d'un même État).
Pour être éligible, le candidat doit être âgé d'au moins 30 ans, être citoyen américain depuis au moins 9 ans et résider dans l'État où il se présente. Des États dont le Massachusetts et le Connecticut exigent en plus du candidat de rassembler un certain nombre de signatures d'électeurs pour pouvoir se présenter. D'autres États exigent du candidat qu'il soit présenté par un parti ayant un statut dans l'État (Party status). Par exemple dans l'État de New York, un parti ayant obtenu plus de 50 000 voix pour l'élection au poste de gouverneur obtient ce statut pour toutes les élections dans les quatre années suivantes.
Afin de respecter la séparation des pouvoirs, la fonction de sénateur est incompatible avec une autre fonction judiciaire ou exécutive. L'article I, section 6 de la Constitution américaine prévoit l'incompatibilité avec une charge under the United States qui peut être interprété comme une fonction sous autorité fédérale. De plus, aucun sénateur ne cumule dans les faits sa fonction avec une autre fonction exécutive locale comme celle de maire par exemple.

#### Primaires
Pour désigner leur candidat, des élections primaires locales sont organisées plusieurs mois avant l'élection sénatoriale par chacun des principaux partis politiques américains, le Parti démocrate, le Parti républicain, mais aussi des partis plus petits comme le Parti libertarien ou le Parti vert des États-Unis dans les États où ils sont le mieux implantés. Les règles de ces primaires varient beaucoup d'un État et d'un parti à l'autre : scrutin uninominal à un tour, scrutin majoritaire à deux tours en l'absence de majorité relative de 40 % au premier tour, etc.
Rien n'empêche un candidat battu aux primaires de se présenter sous une autre étiquette. Le sénateur Joseph Lieberman avait ainsi été battu aux primaires sénatoriales démocrates du Connecticut. Il a alors créé un parti, Connecticut for Lieberman, qui a rassemblé suffisamment de signatures sur son nom pour qu'il puisse se présenter, et Joe Lieberman a remporté l'élection sénatoriale de novembre 2006 contre les candidats démocrate et républicain.

#### Vacance de poste
Le XVIIe amendement de la Constitution américaine indique que le siège vacant d'un sénateur doit être pourvu par l'exécutif de l'État concerné. Certains États américains organisent alors une élection spéciale pour pourvoir le poste vacant. Dans ce cas, l'élection doit normalement se tenir immédiatement après le début de cette vacance du poste mais souvent elle se tient en même temps que l'élection générale bisannuelle du Congrès. Dans un État, si une élection spéciale se déroule en même temps que l'élection générale pour l'autre siège de sénateur, les deux élections ne sont pas combinées mais font l'objet d'un vote distinct. Un sénateur élu lors d'une élection spéciale siège immédiatement et jusqu'au terme du mandat de six ans initialement prévu avant la vacance du poste et non pour un nouveau mandat de six ans. De plus le XVIIe amendement spécifie que chaque législature des États peut donner pouvoir au gouverneur de l'État pour pourvoir temporairement le siège de sénateur vacant. Le sénateur par intérim est alors en fonction jusqu'à ce qu'une élection spéciale puisse se tenir. Tous les États ont voté de telles dispositions autorisant leur gouverneur à faire ces nominations temporaires. Néanmoins les électeurs de l'Alaska ont abrogé cette disposition à la suite d'un référendum d'initiative populaire en 2004.

### Expulsion
La Constitution permet au Sénat d'expulser (expel) un de ses membres par un vote à la majorité des deux tiers. Quinze sénateurs ont été exclus dans l'histoire du Sénat : William Blount pour trahison en 1797, et quatorze en 1861 et 1862 pour avoir soutenu la sécession confédérée, dont Jesse Bright qui fut le dernier sénateur à être expulsé. Si aucun sénateur n'a été expulsé depuis 1862, plusieurs ont choisi de démissionner avant de devoir faire face à une procédure d'expulsion, par exemple le sénateur républicain de l'Oregon Bob Packwood (en) en 1995 face à des accusations de harcèlement et abus sexuels. 
Le Sénat a aussi voté plusieurs résolutions censurant ou condamnant des sénateurs. La censure ne requiert qu'une majorité simple mais le sénateur conserve son siège, s'apparentant à un blâme.

## Fonctionnement

### Siège et administration
Le Sénat se réunit dans l'aile nord du capitole des États-Unis, à Washington (district de Columbia). Ses bureaux sont répartis dans trois autres bâtiments situés sur la colline du Capitole (Capitol Hill) : Hart Senate Office Building (en), Dirksen Senate Office Building (en) et Russell Senate Office Building (en).

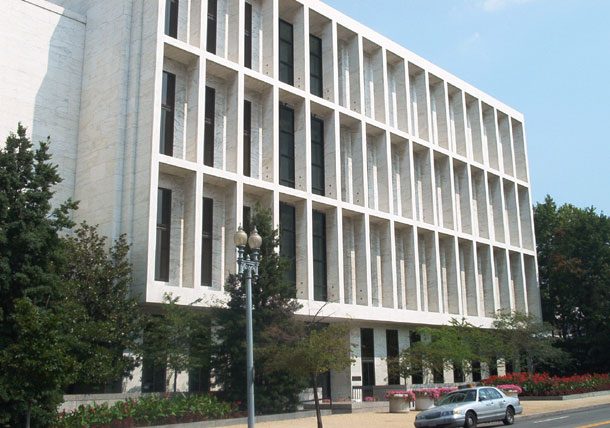
Le bâtiment Hart.
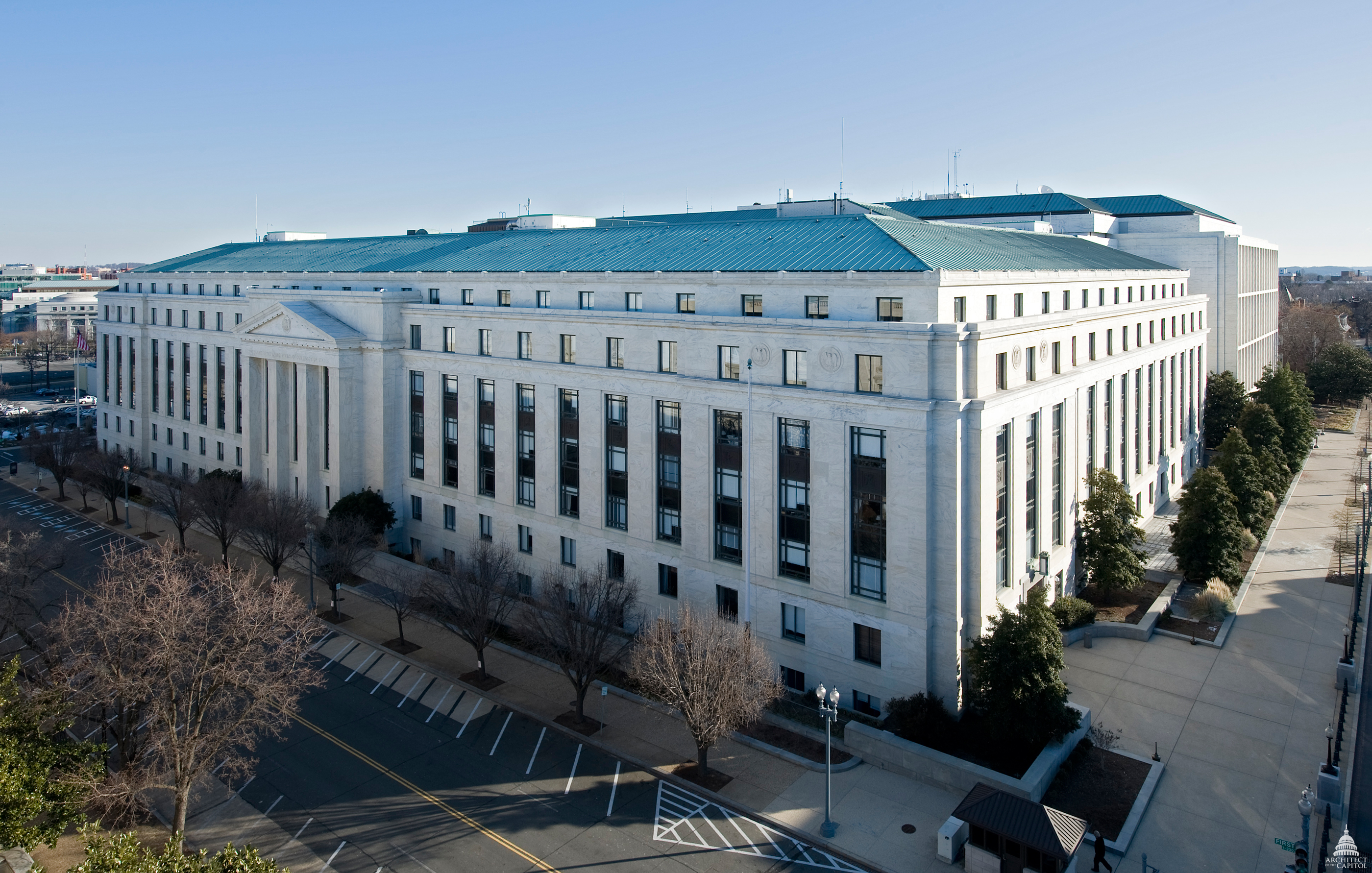
Le bâtiment Dirksen.
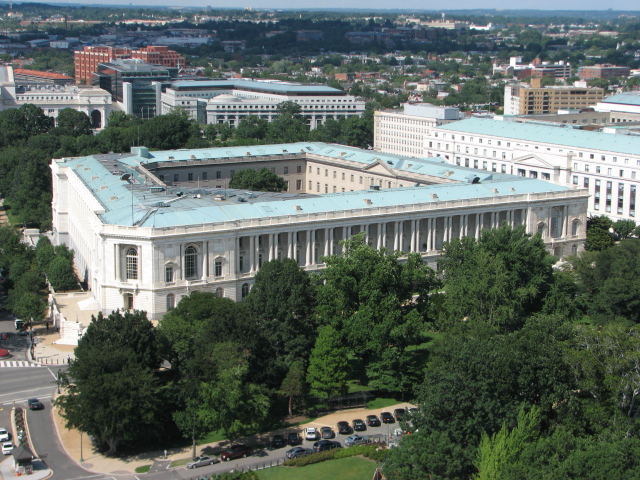
Le bâtiment Russell.

### Présidence
Le président du Sénat est en vertu de la Constitution le vice-président des États-Unis. Pendant une grande partie de l’histoire de la nation, la tâche de présider les sessions du Sénat était l’une des principales fonctions du vice-président. 
Depuis les années 1950, les vice-présidents ont présidé de moins en moins les débats au Sénat en dehors des séances cérémonielles comme l’assermentation de nouveaux sénateurs, pour annoncer une nomination importante, ou lorsqu'un vote à égalité sur une question importante est prévu. Ils peuvent alors voter en cas d’égalité effective des voix, mais ils ne sont pas obligés de le faire. 
La Constitution autorise le Sénat à élire un président pro tempore qui préside la chambre en l’absence du vice-président. Selon la coutume, c'est le sénateur du parti majoritaire ayant le plus grande ancienneté. À l'instar du vice-président, le président pro tempore délègue à tour de rôle la responsabilité de la présidence à un sénateur du parti majoritaire.
Les pouvoirs du président du Sénat sont beaucoup moins étendus que ceux du président de la Chambre. Le président donne la parole aux sénateurs, statue sur les rappels au Règlement et annonce des résultats des votes.

### Commissions
Les commissions ou comités du Sénat (en anglais : United States Senate committees) traitent des propositions de lois déposées par un ou plusieurs sénateurs auprès des clercs du Sénat. Conseillé par le « parliamentarian », un fonctionnaire expert en procédure parlementaire, le président du Sénat attribue la proposition de loi à une unique commission, considérée comme la plus adaptée au vu de l'objet de la proposition de loi. Dans certains cas, il est possible de proposer directement un texte en séance plénière sans passer par les commissions.
Le président d'une commission sénatoriale choisit les propositions de lois ou résolutions qui seront mises à l'ordre du jour de sa commission. Il élimine donc les propositions de loi qu'il ne souhaite pas traiter en ne les inscrivant jamais à l'ordre du jour. Lors de leur passage en commission, les propositions peuvent être modifiées par un vote des sénateurs membres de commission. Des auditions peuvent être préalablement organisées pour entendre le point de vue du gouvernement fédéral, d'entreprises, d'associations ou d'autres groupes d'intérêts. À l'issue des discussions, les sénateurs membres de la commission votent à la majorité simple pour proposer le texte au Sénat dans son ensemble. Chaque commission définit ses propres règles de fonctionnement.
Il existe trois types de commissions : les comités permanents (Standing Committees), les comités spéciaux (Special and Select Committees) et les comités joints (Joint Committees), communs à la Chambre et au Sénat. Des sous-commissions (Subcommittees) peuvent être créées au sein de commissions sénatoriales. Elles peuvent amender les textes proposés, mais ne peuvent pas directement proposer leur passage devant le Sénat, un pouvoir réservé aux commissions.
| Comité                                               | Type      | Président                              | Ranking member                           |
| ---------------------------------------------------- | --------- | -------------------------------------- | ---------------------------------------- |
| Affaires étrangères                                  | Permanent | Jim Risch (R-ID)                       | Jeanne Shaheen (D-NH)                    |
| Affaires indiennes                                   | Permanent | Lisa Murkowski (R-AK)                  | Brian Schatz (D-HI)                      |
| Agriculture, Nutrition et Forêt                      | Permanent | John Boozman (R-AR)                    | Amy Klobuchar (D-MN)                     |
| Banque, Logement et Affaires urbaines                | Permanent | Tim Scott (R-SC)                       | Elizabeth Warren (D-MA)                  |
| Budget                                               | Permanent | Lindsay Graham (R-SC)                  | Jeff Merkley (D-OR)                      |
| Commerce, Science et Transports                      | Permanent | Ted Cruz (R-TX)                        | Maria Cantwell (D-WA)                    |
| Dotations                                            | Permanent | Susan Collins (R-ME)                   | Patty Murray (D-WA)                      |
| Énergie et Ressources naturelles                     | Permanent | Mike Lee (R-UT)                        | Martin Heinrich (D-NM)                   |
| Environnement et Travaux publics                     | Permanent | Shelley Moore Capito (R-WV)            | Sheldon Whitehouse (D-RI)                |
| Éthique                                              | Spécial   | James Lankford (R-OK)                  | Chris Coons (D-DE)                       |
| Finances                                             | Permanent | Mike Crapo (R-ID)                      | Ron Wyden (D-OR)                         |
| Forces armées                                        | Permanent | Roger Wicker (R-MS)                    | Jack Reed (D-RI)                         |
| Justice                                              | Permanent | Chuck Grassley (R-IA)                  | Dick Durbin (D-IL)                       |
| Petites Entreprises et Entrepreneuriat               | Permanent | Joni Ernst (R-IA)                      | Ed Markey (D-MA)                         |
| Règles et Administration                             | Permanent | Mitch McConnell (R-KY)                 | Alex Padilla (D-CA)                      |
| Renseignement                                        | Spécial   | Tom Cotton (R-AR)                      | Mark Warner (D-VA)                       |
| Santé, Éducation, Travail et Retraites               | Permanent | Bill Cassidy (R-LA)                    | Bernie Sanders (I-VT)                    |
| Sécurité intérieure et les Affaires gouvernementales | Permanent | Rand Paul (R-KY)                       | Gary Peters (D-MI)                       |
| Vétérans                                             | Permanent | Jerry Moran (R-KS)                     | Richard Blumenthal (D-CT)                |
| Vieillissement                                       | Spécial   | Rick Scott (R-FL)                      | Kirsten Gillibrand (D-NY)                |
| Bibliothèque                                         | Joint     | Mitch McConnell (R-KY), vice président | Alex Padilla (D-CA)                      |
| Économie                                             | Joint     | Eric Schmitt (R-MO), vice président    | Maggie Hassan (D-NY)                     |
| Édition                                              | Joint     | Mitch McConnell (R-KY)                 | Alex Padilla (D-CA), vice ranking member |
| Impôts                                               | Joint     | Mike Crapo (R-ID), vice président      | Ron Wyden (D-OR)                         |

### Sessions etfilibuster
Les propositions de loi ou de résolution adoptées en commission ne sont pas automatiquement discutées par l'ensemble du Sénat. En effet, sur proposition d'un sénateur, généralement le président du groupe majoritaire, le Sénat doit adopter une motion afin d'engager les délibérations sur le texte (en anglais : motion to proceed to consider). Contrairement à la Chambre des représentants, le Sénat ne dispose pas de système de vote électronique et les sénateurs doivent voter individuellement lorsqu'ils sont appelés. Pour éviter de faire voter tous les sénateurs, le chef de la majorité peut proposer l'ouverture des débats par consentement unanime (unanimous consent), si aucun sénateur ne s'y oppose.
Une fois les débats ouverts, qu'il s'agisse d'une loi ou d'une nomination, ceux-ci n'ont pas de limite temporelle prédéfinie. Au cours des débats, la règle sénatoriale XIX prévoit que le président de séance doit accorder la parole à tout sénateur qui le demande et que, durant son intervention, le sénateur ne peut être interrompu qu'avec son propre accord. La règle sénatoriale XXII, instaurée en 1917, permet toutefois de clore les débats : elle nécessite une motion de clôture déposée par au moins 16 sénateurs et un vote du Sénat deux jours plus tard à la majorité des 3/5 (soit 60 voix). Cette majorité qualifiée porte sur les membres en exercice du Sénat et pas seulement les sénateurs présents. D'abord fixée aux 2/3 des membres du Sénat, elle est abaissée aux 3/5 en 1975. Lorsque la motion de clôture est adoptée, les débats s'achèvent sous 30 heures et un vote final est organisé, à la majorité simple. Les débats peuvent également être clos par consentement unanime.
Les règles du Sénat donnent ainsi une importance particulière à la minorité sénatoriale. La technique visant à empêcher l'adoption d'un texte ou d'une nomination par un discours ininterrompu ou par l'opposition de 41 sénateurs à une motion de clôture est appelée filibuster (parfois « flibuste » en français),. Pour contrer cette obstruction procédurale, le chef de la majorité sénatoriale peut recourir à l'« option constitutionnelle » ou « option nucléaire ». Dans ce cas, le chef de la majorité fait un rappel au règlement, estimant que la Constitution ne prévoit pas de majorité qualifiée et demande que la clôture se fasse à la majorité simple. Si le président de séance s'y oppose en faisant référence à la règle XXII, le chef de la majorité fait appel de cette décision et demande au Sénat dans son ensemble d'interpréter la règle XXII à la majorité simple. Si la majorité des sénateurs est d'accord sur cette interprétation, la clôture se fait également à la majorité simple.
En novembre 2013, face au blocage des nominations du président Barack Obama par les républicains, le chef de la majorité démocrate Harry Reid choisit d'appliquer cette option pour l'ensemble des nominations au sein du gouvernement et du système judiciaire fédéral, à l'exception de la Cour suprême,. Les démocrates expliquent ce choix par l'utilisation abusive de la procédure par leurs opposants : sur 168 nominations bloquées par le filibuster depuis sa création, près de la moitié l'ont été sous le mandat de Barack Obama. En avril 2017, le républicain Mitch McConnell utilise le précédent institué par Harry Reid pour l'appliquer aux nominations à la Cour suprême, face à la menace d'obstruction brandie par les démocrates à propos de la nomination de Neil Gorsuch. Depuis, le filibuster n'est plus applicable qu'à l'adoption des lois.
Par ailleurs, le Congressional Budget Act de 1974 prévoit le mécanisme de « réconciliation » qui permet, une fois par exercice budgétaire, d'adopter à la majorité simple des voix une loi ayant un enjeu budgétaire et n'augmentant pas le déficit public sur plus de 10 ans. Les mesures non budgétaires inscrites dans une telle loi seraient écartées en application de la « règle Byrd ». La réconciliation est utilisée par presque tous les présidents pour éviter le filibuster : pour des réductions d'impôts sous George W. Bush et Donald Trump, pour faire adopter certaines parties de l'Obamacare sous Barack Obama et pour le plan de relance sous Joe Biden.

## Critiques

### Manque d'efficacité législative
Le Sénat est régulièrement accusé de bloquer l'adoption de réformes d'envergure. Le filibuster est particulièrement critiqué. Cette technique d'obstruction parlementaire (détaillée précédemment) donne un pouvoir de blocage à une minorité de sénateurs. Elle a notamment permis aux sénateurs ségrégationnistes de retarder l'abrogation des lois Jim Crow. Exemple emblématique, le sénateur Strom Thurmond a fait un discours de 24 heures et 18 minutes pour s'opposer au Civil Rights Act de 1957 (un record). Deux arguments s'affrontent à propos du filibuster : il s'agit d'un garde-fou important pour bâtir des réformes consensuelles pour les uns, ou d'un mécanisme de paralysie institutionnelle pour les autres.
Durant le 116e congrès, sous la direction républicaine de Mitch McConnell, le Sénat est qualifié de « cimetière législatif », : seul 1 % des lois proposées sont en effet adoptées par le Congrès, contre 3 à 4 % de manière habituelle. Mitch McConnell préfère alors se concentrer sur la nomination de juges, plutôt que de négocier des lois avec une Chambre des représentants démocrate. Cette absence de travail législatif est alors considérée comme inhabituelle (même en période de cohabitation) et est critiquée jusque dans les rangs du Parti républicain.

### Déficit de représentativité
La composition du Sénat des États-Unis d'Amérique en fait l'une des chambres élues au suffrage universel direct les moins représentatives du monde. En effet, chaque État dispose de deux représentants quelle que soit sa population, ce qui, dans une perspective fédéraliste, donne un pouvoir disproportionné aux États ruraux peu peuplés (plus favorables au Parti républicain), dans la mesure où il existe de très fortes disparités de population entre les différents États des États-Unis d'Amérique.
Par exemple, la Californie avait le même nombre de représentants que le Wyoming, bien que sa population, de 39 millions d'habitants en 2019, soit 78 fois plus grande. Ainsi, la voix d'un Californien ne vaut qu'environ 1,282 % du poids de la voix d'un Wyomingois au Sénat. 
Cela implique que 41 sénateurs représentants moins de 11 % de la population peuvent bloquer toute législation par l'emploi du filibuster. 
En outre, 34 sénateurs issus d'États représentants tout au plus 5 % de la population peuvent bloquer toutes les réformes constitutionnelles, celles-ci devant être adoptée à la majorité des deux tiers par les deux chambres du Congrès.
Cette distorsion a un impact dans la représentation ethnique des Américains au Sénat. Ainsi, la voix d'un citoyen afro-américain ou hispanique aura en moyenne un poids inférieur à celui d'un citoyen blanc, puisque les citoyens hispaniques et noirs tendent à vivre dans les États les plus peuplés.

## Dans la culture populaire
- 1939 : Monsieur Smith au Sénat de Frank Capra.
- 1962 : Tempête à Washington (Advise and consent) d’Otto Preminger.
- 1962 : Un crime dans la tête de John Frankenheimer.
- 1976 : L'Âge de cristal de Michael Anderson.
- 2013 : House of Cards, saison 2.
- 2015 : Scandal, saison 5.
- 2017 : Designated Survivor, épisode 16.